# Pronephrium gardneri
Pronephrium gardneri är en kärrbräkenväxtart som beskrevs av Holtt. Pronephrium gardneri ingår i släktet Pronephrium och familjen Thelypteridaceae. Inga underarter finns listade.